# Racisme in Europa
Racisme in Europa geeft een beeld van racisme in verschillende landen in Europa.

## Nazi-Duitsland

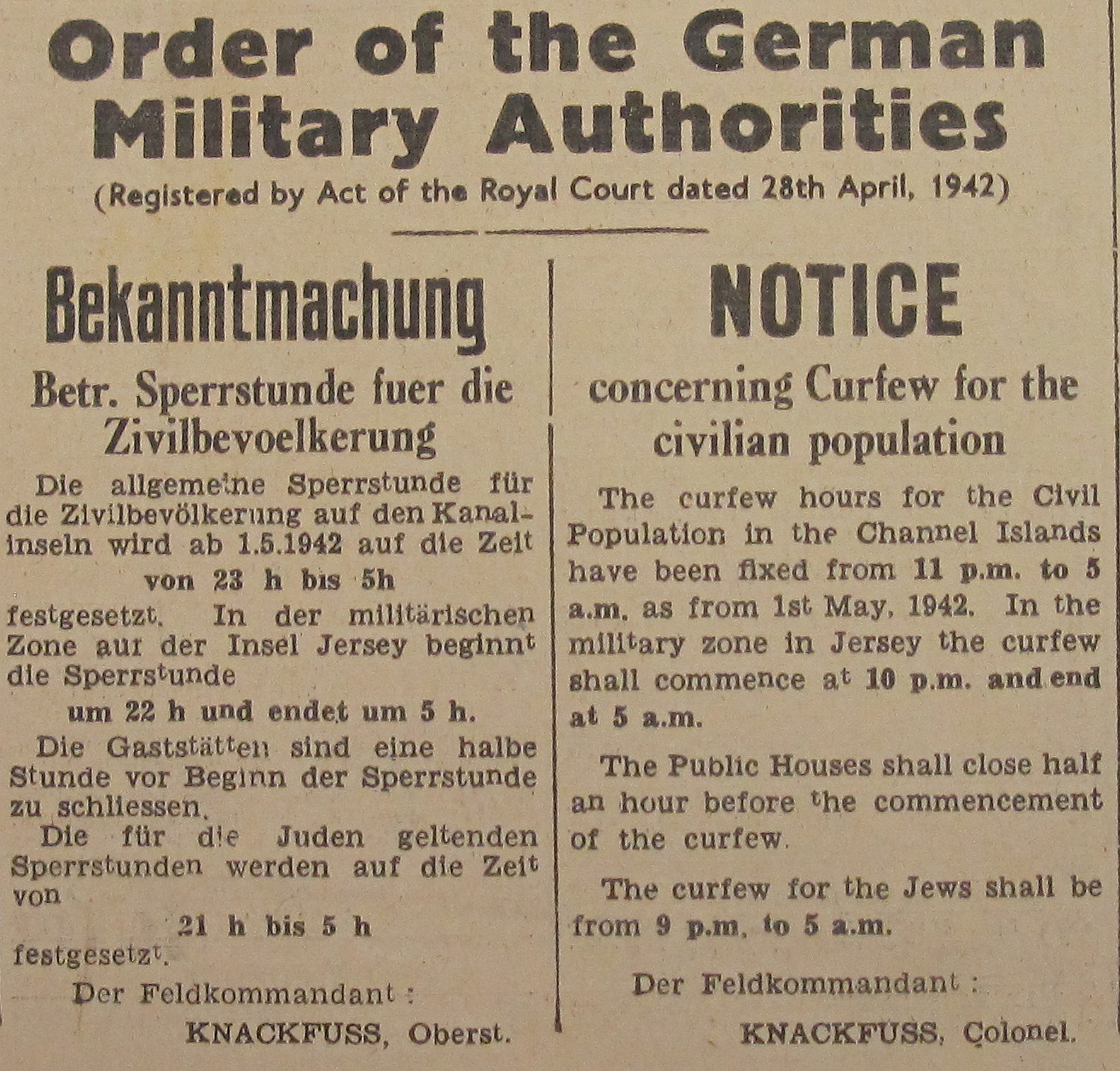
Tijdens hun bezetting van Jersey in de Tweede Wereldoorlog kondigden de Duitsers in 1942 voor Joden andere verboden tijden af.

Het bekendste voorbeeld van racisme is de rassenpolitiek in nazi-Duitsland, vóór en tijdens de Tweede Wereldoorlog. Adolf Hitler voerde zijn persoonlijke, op semi-mystieke, semi-religieuze, historische, maar ook biologische, sociaal-economische en maatschappelijke gronden gevestigde rassentheorie tot in de uiterste consequenties uit: beginnend met de Neurenberger wetten, door de nazi's aangenomen in 1935, werd bijvoorbeeld elk seksueel contact tussen mensen van het vermeende Arisch ras (Duitsers, Oostenrijkers, maar tot op zekere hoogte bijvoorbeeld ook Nederlanders) en Joden verboden. Uiteindelijk liep Hitlers antisemitische opvatting en streven naar zijn ideaalbeeld van Arische, raciale puurheid uit op de systematische, structurele moord – op industriële schaal – op onder andere zes miljoen Joden. Hitler bepleitte en beval als Endlösung der Judenfrage (kortweg de Endlösung) — in het Nederlands definitieve oplossing van het Joodse probleem — simpelweg de totale genocide (volkerenmoord) op / finale vernietiging van álle Joden – op zijn minst in Europa. Bovendien liet hij zo'n honderdduizend gehandicapten en vele duizenden Roma, homoseksuelen en andere door hem inferieur geachte mensen systematisch uitroeien. Hitler maakte een begin met een door de nazi-overheid opgezet geboorteprogramma, waarbij speciaal geselecteerde vrouwen zuiver Arische kinderen moesten baren en tot model-Duitsers moesten opvoeden. Ook de wetenschap, bijvoorbeeld eugenetica, werd ingezet om onderzoek te doen naar zogenaamd typisch Arische lichaamskenmerken.

## Joden
Buiten de vervolging door nazi-Duitsland stonden de Joden eeuwenlang aan vervolgingen bloot. Tot na de Tweede Wereldoorlog vonden voornamelijk in Oost-Europa pogroms plaats waarbij Joden door de niet-joodse bevolking werden vermoord. Joden worden op vele plaatsen in de wereld nog steeds negatief benaderd.

## Roma en Sinti
De Roma (vooral Sinti) waren tijdens de Tweede Wereldoorlog net als de Joden slachtoffer van uitroeiingspolitiek van de nazi's. Ook na deze Porajmos hebben Roma blijvend te kampen met discriminatie, vooral onder invloed van het neonazisme.

## Rusland
Na de val van het communisme was er een opleving van antisemitische groeperingen zoals de Pamjat. Ook worden personen met een mediterraan of Arabisch uiterlijk als "zwarten" of zelfs "zwartkonten" aangeduid en hebben ze te maken met racistische pesterijen.